# Cicinnurus respublica
El ave del paraíso republicana o ave del paraíso de Wilson (Cicinnurus respublica) es una especie de ave paseriforme de la familia Paradisaeidae endémica de las islas Raja Ampat, en Indonesia. Son aves con ultra-fuerte dimorfismo sexual, pues los machos tienen llamativos colores y cola en forma de bigote retorcido. La hembra en cambio tiene una cola corta y es de un plumaje pardo, con la coronilla algo coloreada, pero menos intenso que en los machos. Su tamaño está en torno a los 16 centímetros. El peso de los machos oscila entre los 50 y 70 gramos, mientras que en las hembras no sobrepasa los 60 gramos.

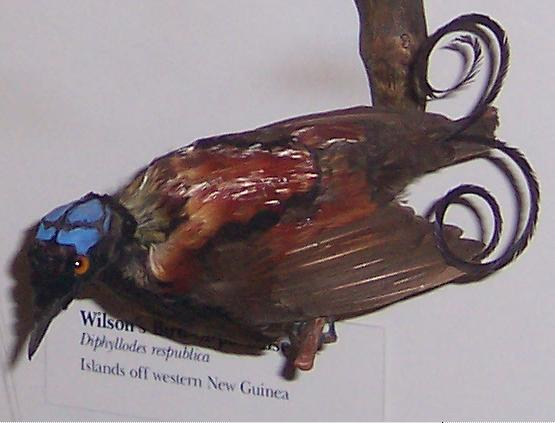
Espécimen en un museo

Las aves del paraíso son reconocidas, gracias a la variedad de colores de su plumaje y las tácticas de cortejo que emplean, como una de las especies más hermosas y distintivas.  El rasgo más distintivo del macho es, sin duda, su corona brillante azul turquesa en la parte posterior de su cabeza. Ésta está decorada con un plumaje negro aterciopelado que dibuja líneas sobre la corona. Un semicírculo dorado en la parte superior del plumaje crea contraste con las plumas carmesí del resto del plumaje posterior, sin embargo el color que predomina en la parte superior de las alas es el marrón negruzco y que según se va descendiendo en el ala va aclarándose, acabando así con un color carmesí en las puntas. La garganta aterciopelada suele ser de color negro y en algunos casos presenta tonos bronce-cobrizo con un brillo púrpura. Por otro lado el plumaje del pecho es un verde-esmeralda brillante con destellos púrpuras. La cola se compone de unas plumas negras en el centro que forman una espiral . La hembra no destaca tanto por sus adornos, su cabeza es menos radiante y de color azul-lila, la parte superior verde aceituna a alazán, las alas marrones y la parte inferior de color café decorada con finas barras negras y marrones. La hembra no dispone de una cola en espiral. Los machos que aún no han madurado son físicamente muy similares a las hembras.

## Biología

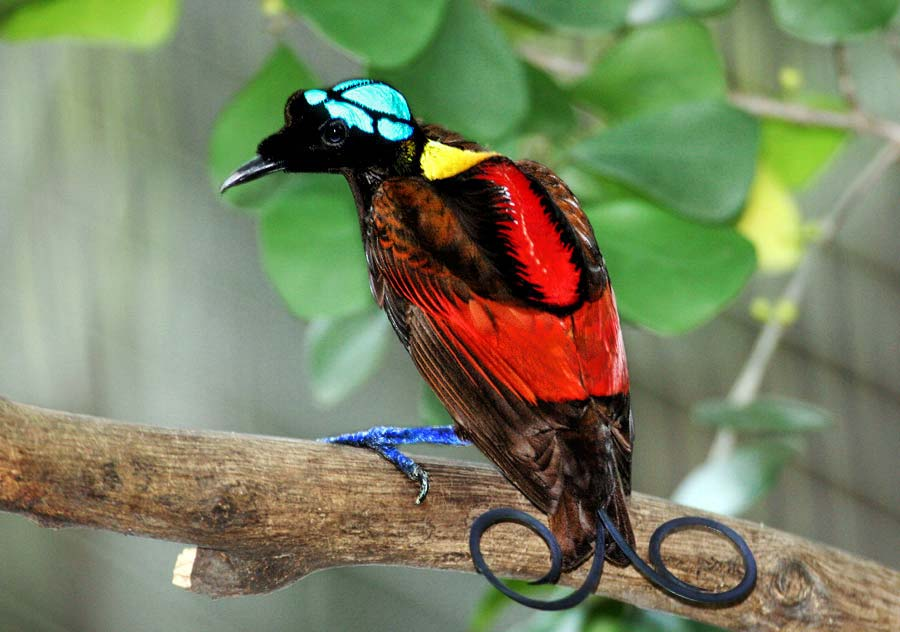
Vista de una ave del paraíso de Wilson.

El momento en el que su peculiar aspecto se ve en su máximo esplendor es el del cortejo. El macho inicia su presentación desde un lugar iluminado y rodeado de un bosque denso creando un pequeño círculo a su alrededor, el cual atiende con cuidado para asegurarse de que no haya elementos indeseados tales como hojas o tallos. Cuando se acerca una posible pareja, la postura del macho se vuelve rígida mientras la hembra se acerca, y al momento comienza la complicada exhibición del cortejo, mostrando el pecho y acompañando a esto con llamadas y cantos. En cuanto a su reproducción es difícil encontrar ejemplares de esta especie.
La alimentación del Ave del paraíso de Wilson se basa en la ingesta de frutas e insectos. Es un ave omnívora. Aunque también se han observado cazas de ranas, polluelos de otras especies o reptiles pequeños, por parte de estas aves.

## Distribución geográfica
Es endémica de la provincia indonesia de Nueva Guinea Occidental, en algunas de las islas Raja Ampat: Waigeo y Batanta ubicadas frente a las costas del norte de Papúa Occidental, en Indonesia.

## Hábitat
El ave del paraíso republicana habita en bosques de colinas principalmente, de manera habitual en las elevaciones de aproximadamente 300 metros aunque en ocasiones son vistos en selvas de tierras bajas y en bosques altos de hasta 1.200 metros.

## Amenazas
Como el ave del paraíso de Wilson tiene un rango limitado, es probable que cualquier cambio que se produzca en su hábitat afecte a esta especie y a su población. Sabemos que el ave del paraíso de Wilson se localiza en la Reserva Natural de Pulau Waigeo, pero aun así se teme que se puedan reducir en números por la tala indiscriminada o causas como incendios. En Batanta la tala ha acabado con muchas hectáreas del bosque,y esto ha provocado la disminución significativa del hábitat de esta especie.
Actualmente la caza está permitida únicamente para las ceremonias tribales de los nativos de Nueva Guinea y no es aprobada para cualquier otro fin.

## Conservación de la especie
El ave del paraíso de Wilson está en la Reserva Natural de la isla de Waigeo. Las medidas propuestas actualmente por la Asociación BirdLife International consisten en llevar a cabo numerosas investigaciones sobre los requerimientos para la conservación del hábitat de esta ave y soluciones como la fragmentación del hábitat como garantía de que la reserva natural de Pulau Waigeo esté protegida de futuras talas.